# Thud!
Thud! (traducido como ¡Zas!, es el nombre de un juego de mesa similar al ajedrez) es la 34.ª novela de la saga de Mundodisco de Terry Pratchett, publicada en 2005.

Esta tiene a la Guardia de la ciudad de Ankh-Morpork como protagonista, principalmente a Sam Vimes.

## Argumento
Cuando el libro comienza, el Grag Chafajamones, un drudak'ak, o sea un enano conservador y uno de los guardianes de la ley enanil, es asesinado. Todas las pistas apuntan a que el culpable fue un troll, lo que incrementa las tensiones entre estos y enanos, muy cerca del aniversario de Batalla del Valle de Koom, la legendaria batalla entre enanos y trolls en la que parece que cada uno de los dos ejércitos emboscó al otro. Así que Sam Vimes pone a cargo de la investigación al capitán Zanahoria, la sargento Angua y a la agente interina "Sally" von Humpeding -una vampira "abstemia"- a investigar las circunstancias de la muerte de Chafajamones.
Mientras tanto, el agente Nobbs y el sargento Colon investigan el robo de una enorme pintura (15 metros de largo) llamada La Batalla del Valle de Koom, pintada por el artista loco Methodia Rascal, desaparecida del museo de la ciudad. Sobre esta, la gente de la ciudad cree que la pintura contiene pistas secretas de un tesoro escondido en el Valle de Koom. Las conversaciones esotéricas de estos dos giran en torno a la nueva novia de Nobbs, Tawneee, una bailarina exótica; y al libro The Koom Valley Codex (El Codex del Valle de Koom) que habla de la teoría de la conspiración de las pistas sobre tesoro del Valle de Koom en la pintura robada.
Mientras tanto Vimes debe dividirse entre prestar atención al Sr A.E. Pessimal, un inspector gubernamental del Patricio en la Guardia (el cual apareció previamente en la historia corta A Collegiate Casting -Out of Devilish Devices) que con preguntas del estilo "¿Por que C.W.St.J. 'Nobby' Nobbs está en la guardia? ¿Contrata regularmente a ladrones de poca monta?" crea ciertas tensiones; su promesa de estar todos los días a las 6 de la tarde en casa para leerle el cuento ¿Donde Está Mi Vaca? a su hijo Sam Jr.; y la presión de Vetinari para resolver el asesinato de Chafajamones rápidamente, debido a las tensiones raciales que se están generando entre trolls y enanos en la ciudad por el aniversario de la batalla.
Con la ayuda del "Sr. Brillo", una extraña figura representativa de los trolls,e Hijodetímiedo, un grag de ideas modernas, Vimes decide viajar al Valle de Koom junto con su esposa, hijo, y varios miembros de la guardia, en un intento por descubrir la verdad oculta de la Batalla del Valle de Koom, la cual sorprenderá a todos.